# هرمز أباد
هرمز أباد هي قرية في مقاطعة سردشت، إيران. عدد سكان هذه القرية هو 85 في سنة 2006.